# Хунин (провинция)
Хуни́н (исп. Provincia de Junín, кечуа  Sunin pruwinsya) — одна из 9 провинций перуанского региона Хунин. Площадь составляет 2 360,07 км². Население по данным на 2007 год — 30 187 человек. Плотность населения — 12,8 чел/км². Столица — одноимённый город.

## География
Расположена в северо-западной части региона. Граничит с провинциями: Тарма (на юге) и Яули (на западе), а также с регионом Паско (на севере).

## Административное деление
В административном отношении делится на 4 района:
- Каруамайо
- Хунин
- Ондорес
- Улкумайо